# Waldlandschaft zwischen Ostrittrum und Dötlingen und Staatsforst Wehe
Koordinaten: 52° 57′ 58″ N, 8° 22′ 0″ O
Das Landschaftsschutzgebiet Waldlandschaft zwischen Ostrittrum und Dötlingen und Staatsforst Wehe liegt auf dem Gebiet der Gemeinde Dötlingen im niedersächsischen Landkreis Oldenburg.
Das etwa 1023 ha große Gebiet wurde im Jahr 1976 unter der Nr. LSG OL 00026 unter Schutz gestellt. Es erstreckt sich nördlich und nordwestlich des Kernortes Dötlingen und südwestlich des Dötlinger Ortsteils Wehe. Westlich des Gebietes schließt sich direkt das 116 ha große Naturschutzgebiet Poggenpohlsmoor an, unweit westlich fließt die Hunte.